# Angel X
Angel X  (auch bekannt als Andy Jonas, bürgerlich Andreas Harde; * 23. Mai 1972 in München) ist ein deutscher Singer/Songwriter und Musikproduzent. Bekannt wurde er als Sänger des Hits Return to Innocence des Projekts Enigma, produziert vom deutsch-rumänischen Musikproduzenten Michael Cretu.

## Leben
Andy Jonas wuchs gemeinsam mit seiner Schwester als Sohn eines Rechtsanwalts und der Tochter des Sängers Rudi Schuricke (Capri-Fischer) in Amerang auf. Im Alter von fünf Jahren komponierte er seine ersten Lieder. Er erhielt klassischen Klavier- und Akkordeonunterricht.
Nachdem er mehrere Jahre im Redemptoristenkloster in Gars am Inn im Internat war, zog er im Alter von 13 Jahren zurück nach München. Während seiner Schulzeit fing er an, erste Demos seiner eigenen Songs aufzunehmen. In mehreren Münchener Clubs, u. a. in den Münchner Live-Clubs Domizil und Pulverturm legte er mehrere Jahre als DJ auf. Hier lernte er die Musiker und Musikverleger Tom Scherer und Andreas List kennen, die ihn in ihr Tonstudio einluden, um mit ihm mehrere Demos zu produzieren. Die Aufnahmen, die hier entstanden, hörte Frank Peterson, Macher von Gregorian und damaliger musikalischer Partner von Michael Cretu. Dieser lud ihn zu Probeaufnahmen in Cretus damaliges Studio in München-Grünwald ein.

### Zusammenarbeit mit Michael Cretu
1988 wurde Jonas nach Probeaufnahmen ein Vertrag mit der Firma Mambo-Musik angeboten. Bald darauf erhielt er das Angebot, als Gastsänger der bekannten Sängerin Sandra, der damaligen Ehefrau von Cretu, auf Ibiza zu arbeiten. Er wirkte 1990 an den Titeln Love Turns to Pain, I Need Love, Mirrored in Your Eyes, One more night u. a. vom Album Close to Seven (Polydor, Universal Music) und anderen mit.
1993 veröffentlichte Michael Cretu im Rahmen des Projekts Enigma den Song Return to Innocence (Virgin Ger, EMI), gesungen von Andy Jonas. Das Lied war bei der Eröffnungszeremonie der Olympischen Spiele 1996 zu hören und erzielte dadurch weltweite Beachtung.
1993 wurde das Album Welcome to the Soul Asylum unter Jonas’ weiterem Künstlernamen „Angel X“ von dem Label Sony Music weltweit veröffentlicht, welches u. a. in die Top 100 der Mediacontrol gelangte. Es wurde produziert von Michael Cretu und Co-produziert von Jens Gad, dem Bruder von Toby Gad, der auf
einem Titel des Albums Klavier spielte. Drei Singles wurden ausgekoppelt: In the Name of Love, I Would Never Fall in Love with You Again und Bring My Soul Back to You.

### Weitere Produktionen
2002 komponierte und textete Jonas den Song I Close My Eyes für Sandra, der auf Platz 93 der deutschen Singlecharts landete.
Ab 1997 arbeitete Andy Jonas vermehrt als Produzent und produzierte mit seinem damaligen musikalischen Partner Julian Feifel u. a. den Hit Round ’n’ Round (It Goes) des deutschen Künstlers Gil Ofarim, für den Andy auch Musik und Text beisteuerte. Der Titel erzielte insgesamt zehn Gold- und zwei Platinschallplatten sowie zwei Doppelplatinschallplatten weltweit. Auch der Folgehit Talk to You wurde von Andy Jonas zusammen mit Gil Ofarim komponiert und von Andy zusammen mit Leslie Mandoki getextet. Insgesamt steuerte Angel sechs Titel des Debütalbums Here I Am von Gil Ofarim bei.
1998 erfolgte die Produktion und Komposition und Text des Top-10-Hits We Gonna Stay Together mit der Marienhof-Hauptdarstellerin Judith Hildebrandt und Produktion und Komposition ihres Debüt-Albums Judith. Im gleichen Jahr erfolgte die Produktion und das Songwriting für den Titelsong des Albums Nostradamus mit dem Song Amarilli unter dem Pseudonym No Means Yes ein weiterer europaweiter Charterfolg. Weitere Produktionen bzw. Kompositionen entstanden z. B. für die Band U.N.S. 5 (United Nations Stars) und andere Künstler wie z. B. Nicole (Du bist verrückt) oder Chris Le Blanc (Drive).
2021 veröffentlichte Angel X das Album Enigmatic Love & Devotion. Die erste Single hatte den Titel I will never let you go.

### Tagträumer (Band)
Im Jahr 2000 gründete Andy Jonas die Band Tagträumer. Es wurden zwei Alben veröffentlicht: 2001 Zuviel ist nicht genug (Sony Music – Berlin Records) und 2003 Öffne die Augen (Koch-Universal).
Die Band nahm zweimal beim deutschen Vorentscheid zum Eurovision Song Contest teil. Es folgten Auftritte in verschiedenen TV-Shows, wie z. B. bei Deutschland sucht den Jahrhunderthit, Big Brother TV und beim Sommerfest der Volksmusik 2001 und 2003.
Die Veröffentlichung eines neuen Albums mit dem Titel Tagträumerland erfolgte unter seinem Künstlernamen Andy Jonas im Jahr 2017 beim Label DA Music. Als Singles erschienen: Lass den Sommer in dein Herz, Halte mich, Verdammt ich vermiss dich, Wie der Wind und Reich mir deine Hand.
2005 folgte die Veröffentlichung einer After-Work-Meditations-CD- und DVD-Serie beim Vertriebslabel Audio-Media.

## Tourneen
- 2012 gab es mehrere Fernseh- (z. B. Fernsehgarten) und Live-Auftritte mit der Sängerin Sandra in Deutschland und Polen.[11]
- 2017 gab es die erste Tournee zusammen mit Andru Donalds unter dem Namen Classic Enigma Voices durch Belarus, Russland, Ukraine.
- In den Jahren 2019, 2022 und 2023  folgte erneut eine Tournee mit  Fox Lima, Andru Donalds und Angel X mit Konzerten in USA, Israel, Ungarn, Polen, Litauen, Lettland, Estland, Kasachstan Polen usw. unter dem Namen Original Enigma Voices. Im Jahre  2024 fand eine weltweite Tournee mit Auftritten z. B. in Baku statt. Auch für das Jahr 2025 ist eine neue Tournee mit über 20 Terminen, weltweit, u. a. in England, Frankreich und einige Shows in Asien geplant.

## Trivia
Andy Jonas setzt sich als studierter Diplom-Sozialpädagoge mit dem Schwerpunkt Medienpädagogik regelmäßig für die Förderung benachteiligter Jugendlicher ein. Außerdem setzt er sich zusammen mit vielen weiteren prominenten Künstlern für die Organspende ein, z. B. beim Organspendetag in Hannover 2016.

## Diskografie (Alben)
- Angel X – Welcome to the Soul Asylum (1993)
- Tagträumer – Zuviel ist nicht genug (2001)
- Tagträumer – Öffne die Augen (2003)
- Andy Jonas – Tagträumerland (2017)
- Angel X – Enigmatic Love & Devotion (2021)

## Belege
1. ↑  Discogs: Andy Jonas. In: www.discogs.com. Discogs - Music Database and Marketplace, abgerufen am 24. Juni 2020 (englisch).
2. 1 2  LastFM: Angel X Biography. In: www.last.fm. Online-Musikdienst LastFM, 22. August 2010, abgerufen am 24. Juni 2020 (englisch).
3. ↑  disco80 [tpoe4nuk]: Return To Innocence - Interview with Andy Jonas. In: www.livejournal.com. LJ - Russian social networking service, 5. Mai 2012, abgerufen am 24. Juni 2020 (englisch).
4. ↑  Armin Rahn: Andy Jonas Biografie. In: www.arminrahn.com. Armin Rahn Agency & Management, abgerufen am 24. Juni 2020.
5. ↑  Sandra: Close to Seven. In: Amazon. Polydor (Universal Music), 1. Januar 1992, abgerufen am 24. Juni 2020.
6. ↑  Enigma: Return to Innocence. In: www.amazon.de. Amazon, 12. Dezember 1993, abgerufen am 24. Juni 2020.
7. ↑  Eurovision Song Contest: Tagträumer. In: www.eurovision.de. Eurovision Song Contest, 2. März 2001, abgerufen am 24. Juni 2020.
8. ↑  Eurovision Song Contest: Tagträumer feat. Aynur. In: www.eurovision.de. Eurovision Song Contest, 7. März 2003, abgerufen am 24. Juni 2020.
9. ↑  Natascha Gottlieb: Wir haben eine Friedens-Botschaft für die Welt. In: www.welt.de. Welt am Sonntag, 16. Februar 2003, abgerufen am 24. Juni 2020.
10. ↑  BRF Radio: Andy Jonas – Der „Tagträumer“ ist als Solokünstler zurück. In: www.brf.be. BRF Radio, 27. April 2017, abgerufen am 24. Juni 2020.
11. ↑  Sandra: Maybe Tonight. In: youTube. ZDF Fernsehgarten, 1. Juli 2012, abgerufen am 24. Juni 2020 (englisch).
12. ↑  Infoteam Organspende Saar: Prominente für Organspende. In: www.infoteam-organspende-saar.de. Infoteam Organspende Saar, abgerufen am 24. Juni 2020.

| Personendaten    | Personendaten                                             |
| ---------------- | --------------------------------------------------------- |
| NAME             | Angel X                                                   |
| ALTERNATIVNAMEN  | Jonas, Andy (Pseudonym); Harde, Andreas (wirklicher Name) |
| KURZBESCHREIBUNG | deutscher Singer/Songwriter und Musikproduzent            |
| GEBURTSDATUM     | 23. Mai 1972                                              |
| GEBURTSORT       | München                                                   |